# Los Alfaques
Camping Los Alfaques ('De Zandduinen') is een camping gelegen in Spanje, in Alcanar aan de Costa Dorada. Op 11 juli 1978 vonden er zeker 215 mensen de dood, toen een tankwagen gevuld met vloeibaar propeen ter hoogte van de ingang van de camping ontplofte.
De camping is gelegen aan de zeezijde van de drukke weg N-340, waar veel campings liggen. Deze kustroute is voor toeristen ideaal om hun vakantieoord te bereiken. In 1978 werd die weg ook nog gebruikt voor vrachtvervoer, hoewel de bestuurder eigenlijk gebruik had moeten maken van een autosnelweg parallel aan de weg.

## De ramp
Rond half drie die middag reed een tankwagen met een capaciteit van ongeveer 45 m³ op de weg ter hoogte van de camping. De wagen was beladen met ongeveer 25 ton vloeibaar gas (propeen), hoewel slechts 19 ton geladen had mogen worden.
Er zijn verschillende hypothesen over wat er vervolgens gebeurde:
- De tankwagen is eerst tegen een muur gereden, waarna de tank is gescheurd.[4]
- De tank scheurde spontaan door overdruk.[1]
- De tankwagen lekte vloeibaar gas, dat verderop is ontbrand, waarna het vuur de tankwagen bereikte en deed exploderen.[3] Mogelijk heeft de bestuurder de tankwagen zelf bij de camping tot stilstand gebracht, om de tank te inspecteren.
- De tankwagen kreeg ter hoogte van de camping duidelijk hoorbaar een lek, waarna de bestuurder de tankwagen zelf bij de camping tot stilstand heeft gebracht, om de tank te inspecteren.[2]

Het gas (dat zwaarder is dan lucht) ontsnapte uit de tank en verspreidde zich over het campingterrein. Ergens op het terrein heeft zich een ontstekingsbron bevonden, waarna het gas ontbrandde. De vlammen bereikten de tankwagen, die vervolgens ontplofte (mogelijk trad hierbij een zogenaamde bleve op). Een vuurzee verspreidde zich over het campingterrein.
Rond de vrachtwagen blies de explosie alles weg en in het midden van de camping werd een diepe krater geslagen. Delen van de vrachtwagen werden over een gebied van honderden meters teruggevonden. De hitte veroorzaakte een reeks andere ontploffingen, vooral van gasflessen die op de camping gebruikt werden. Niet alleen mensen op de camping vonden de dood, maar ook zij die zich in de zee bevonden of op een luchtbed dobberden. Vooral het gedeelte ten zuiden van de ingang van de camping werd getroffen, maar ook aan de overkant van de weg, waar zich een dancing-restaurant en een paar appartementen bevinden, vielen slachtoffers.
Het brandende wrak van de tankauto blokkeerde aanvankelijk de weg; zwaargewonden aan de ene kant van de tankwagen werden naar Barcelona gebracht en ontvingen onderweg in ziekenhuizen medische zorg in dichtbijgelegen ziekenhuizen in Amposta en Tortosa; slachtoffers aan de andere zijde werden voor het grootste deel direct naar Valencia gebracht, een rit van 160 km, vaak zonder enige medische zorg. Ondanks de betere medische zorg die de slachtoffers op weg naar Barcelona ontvingen, was het uiteindelijke sterftecijfer onder beide groepen vergelijkbaar, wat erop wijst dat de meeste van deze slachtoffers hoe dan ook te zwaar verbrand waren om te kunnen overleven.
Het aantal slachtoffers was zeer hoog en bleef onzeker. Men sprak van 180 doden onder wie 36 Belgen en 10 Nederlanders, maar veel zwaargewonden overleden in de dagen na de ramp. Enkele weken later meldden de Spaanse autoriteiten meer dan 270 slachtoffers en tientallen vermisten en gewonden. Andere bronnen spraken van 215 of 216 slachtoffers en een zestigtal vermisten.

## Nasleep
Uit het officiële onderzoek na de ramp bleek dat de tankwagen overbeladen was. Deze overbelading is mogelijk (mede) de oorzaak geweest van het scheuren van de tank: bij verwarming van de tank is er dan onvoldoende ruimte voor het gas om te verdampen en uit te zetten, en de druk loopt te hoog op.
De ramp bij Los Alfaques was in verschillende landen directe aanleiding om voor het eerst op politiek niveau maatregelen te bespreken voor een betere regulering van het vervoer van gevaarlijke stoffen, het zgn. ADR. Zo werd in Spanje het vervoer van gevaarlijke stoffen door woonwijken verboden, voerde men in West-Duitsland een diplomaplicht in voor chauffeurs die met gevaarlijke stoffen rijden, en werd de relatief broze staalsoort waarvan de tank gemaakt was, uiteindelijk verboden voor dergelijk vervoer.

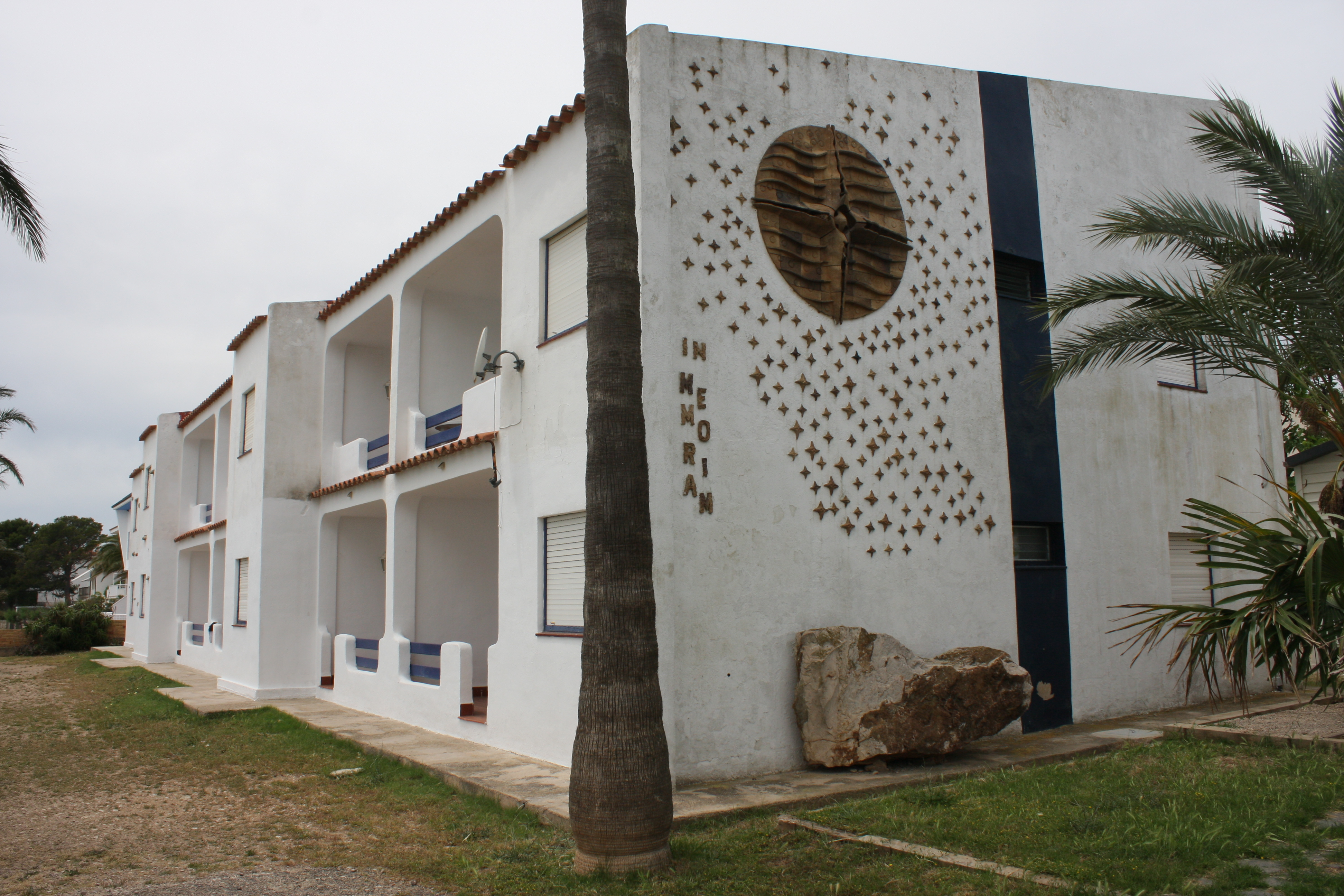
Gedenkteken voor het ongeval

De plek van de ramp ziet er nu weer idyllisch uit. De sfeer is er rustgevend en bedrukkend tegelijk. Op de zijgevel van een van de vroegere bungalows op de camping zijn 270 sterren aangebracht, symbool voor elk verloren leven.